# 科马尔诺
科马尔诺 （科默恩，塞尔维亚语：Коморан or Komoran）是位于斯洛伐克西南部的一个城市。位于瓦赫河注入多瑙河处。靠近匈牙利国境。